# Región COROP

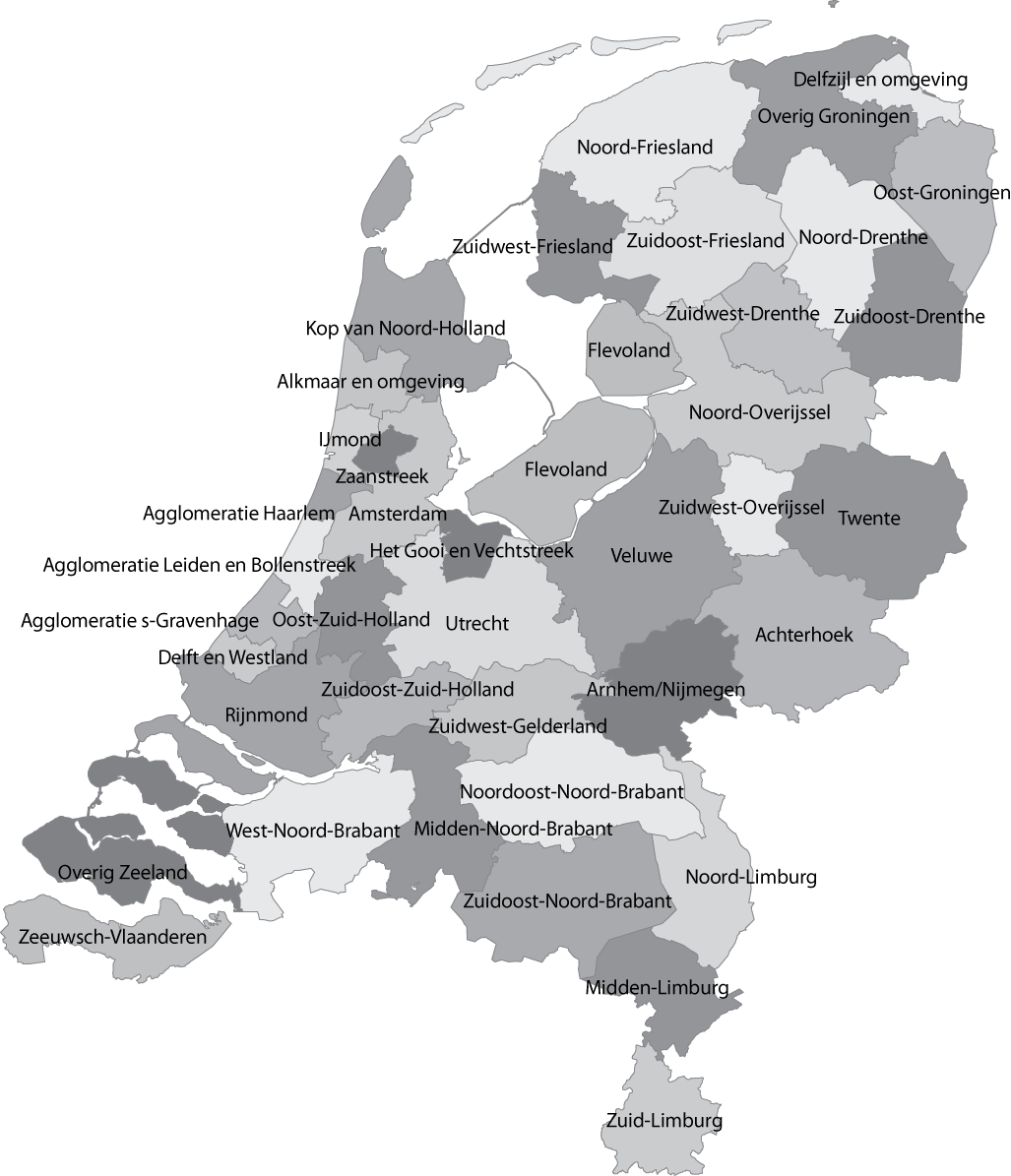
Mapa de los Países Bajos con la división en regiones COROP.

Una región COROP es una subdivisión territorial de los Países Bajos utilizada con fines estadísticos y de análisis entre otros por la Oficina Central de Estadística de los Países Bajos (Centraal Bureau voor de Statistiek). El acrónimo proviene del nombre original en neerlandés  «Coördinatiecommissie Regionaal Onderzoeks Programma», que literalmente significa « Comisión de Coordinación del Programa de Investigación Regional».
Las regiones COROP son el equivalente a la tercera clase de unidades territoriales (NUTS 3) de Eurostat según la Nomenclatura de las Unidades Territoriales Estadísticas.